# モナクカバキチ
モナクカバキチは、福山競馬などに所属したアングロアラブ種の競走馬。
生涯勝利数は「55」を数え、これは地方競馬全国協会が設立され記録を取り始めた1962年以降では最多勝利数を記録している。

## 競走成績
2002年6月に初めての重賞勝ちを果たす。当時の競馬雑誌『ハロン』では「デビューから一度も掲示板（5着以内）を外していない堅実派」と紹介されている。
途中佐賀競馬場、金沢競馬場、名古屋競馬場、荒尾競馬場を転戦し、重賞を2勝している。2008年3月に荒尾競馬場で47勝目を挙げ、勝利数が当時現役であったエスケープハッチに次ぐ単独2位となった。 
2008年9月からまた福山競馬場で走り、2011年7月24日に54勝目を挙げ、エスケープハッチの記録に並んだ。同年9月には通算200戦目を完走した。
2012年7月14日、福山競馬で地方競馬最多となる通算55勝目を挙げたこの勝利は日本におけるアラ系競走馬、最後の勝利となった。
2012年8月5日体力の衰えを理由に引退が決定。同年8月12日、福山競馬場において勝ち星と同じ「55」のゼッケンを付けて引退セレモニーを行なった。引退後山梨県小須田牧場で余生を過ごす。

### 重賞勝ち鞍
- 第23回銀杯（福山競馬場、2002年）[2][3]
- 第37回黒百合賞（金沢競馬場、2004年）[4][3]
- 第89回名古屋杯（名古屋競馬場、2005年）[5][3]

## 血統表
| モナクカバキチの血統スマノダイドウ系 / タカクラヤマ 4×4 /「アア」表記はアングロアラブ種 「アラ」表記はアラブ種 「*」が付された馬名はシャギア・ギドラン・サラ系 | モナクカバキチの血統スマノダイドウ系 / タカクラヤマ 4×4 /「アア」表記はアングロアラブ種 「アラ」表記はアラブ種 「*」が付された馬名はシャギア・ギドラン・サラ系 | モナクカバキチの血統スマノダイドウ系 / タカクラヤマ 4×4 /「アア」表記はアングロアラブ種 「アラ」表記はアラブ種 「*」が付された馬名はシャギア・ギドラン・サラ系 | （血統表の出典）          | （血統表の出典）     |
| 父 アア ホマレブルシヨワ 1984年生 黒鹿毛 | 父の父アア スマノダイドウ 1970年生 鹿毛 | アア ミトタカラ | タカクラヤマ              | タカクラヤマ         |
| 父 アア ホマレブルシヨワ 1984年生 黒鹿毛 | 父の父アア スマノダイドウ 1970年生 鹿毛 | アア ミトタカラ | アラ 金有                 |                      |
| 父 アア ホマレブルシヨワ 1984年生 黒鹿毛 | 父の父アア スマノダイドウ 1970年生 鹿毛 | *トキノメジロ | *メジロオー               | *メジロオー          |
| 父 アア ホマレブルシヨワ 1984年生 黒鹿毛 | 父の父アア スマノダイドウ 1970年生 鹿毛 | *トキノメジロ | アア トキノハツエ         |                      |
| 父 アア ホマレブルシヨワ 1984年生 黒鹿毛 | 父の母アア ミスブルシヨワ 1973年生 栗毛 | アア マスホマレ | タカクラヤマ              | タカクラヤマ         |
| 父 アア ホマレブルシヨワ 1984年生 黒鹿毛 | 父の母アア ミスブルシヨワ 1973年生 栗毛 | アア マスホマレ | アア スピーデー           |                      |
| 父 アア ホマレブルシヨワ 1984年生 黒鹿毛 | 父の母アア ミスブルシヨワ 1973年生 栗毛 | アア スピードレデイ | アア セイユウ             | アア セイユウ        |
| 父 アア ホマレブルシヨワ 1984年生 黒鹿毛 | 父の母アア ミスブルシヨワ 1973年生 栗毛 | アア スピードレデイ | アア シマウタ             |                      |
| 母 アア フジミネエリカ 1986年生 栗毛 | 母の父アア アリラバツト 1973年生 鹿毛 | アラ Djerba Oua | アラ Dragon               | アラ Dragon          |
| 母 アア フジミネエリカ 1986年生 栗毛 | 母の父アア アリラバツト 1973年生 鹿毛 | アラ Djerba Oua | アラ Doree                |                      |
| 母 アア フジミネエリカ 1986年生 栗毛 | 母の父アア アリラバツト 1973年生 鹿毛 | Topsa | Tosco                     | Tosco                |
| 母 アア フジミネエリカ 1986年生 栗毛 | 母の父アア アリラバツト 1973年生 鹿毛 | Topsa | Xalapa                    |                      |
| 母 アア フジミネエリカ 1986年生 栗毛 | 母の母イチハヤテ 1972年生 栃栗毛 | レアリーリーガル | ロイヤルチャージャー      | ロイヤルチャージャー |
| 母 アア フジミネエリカ 1986年生 栗毛 | 母の母イチハヤテ 1972年生 栃栗毛 | レアリーリーガル | Fresh Air                 |                      |
| 母 アア フジミネエリカ 1986年生 栗毛 | 母の母イチハヤテ 1972年生 栃栗毛 | メヌマトミ | チャイナロック            | チャイナロック       |
| 母 アア フジミネエリカ 1986年生 栗毛 | 母の母イチハヤテ 1972年生 栃栗毛 | メヌマトミ | ブラツクジユエル F-No.7-c |                      |